# Jay Van Noy
Jay Lowell Van Noy (4 de novembro de 1928 - 6 de novembro de 2010) foi um jogador de beisebol norte-americano.